# Aspilota naeviformis
Aspilota naeviformis är en stekelart som beskrevs av Fischer 1973. Aspilota naeviformis ingår i släktet Aspilota och familjen bracksteklar. Inga underarter finns listade.